# Widłak jednokłosowy
Widłak jednokłosowy (Lycopodium lagopus Zinserl. ex Kuzen.) – gatunek rośliny z rodziny widłakowatych (Lycopodiaceae). Dawniej często ujmowany jako takson wewnątrzgatunkowy (forma, odmiana lub podgatunek) w obrębie gatunku widłak goździsty L. clavatum, od którego różni się mniejszym i bardziej zwartym pokrojem i pojedynczym, siedzącym lub krótkoszypułkowym kłosem zarodnionośnym. Gatunek subarktyczny, cyrkumborealno-alpejski, występujący na półkuli północnej w strefie klimatu okołobiegunowego i umiarkowanego – w drugim wypadku na obszarach górskich jako relikt glacjalny. W Polsce stwierdzony został w połowie XX wieku na reliktowym stanowisku w Tatrach.

## Rozmieszczenie geograficzne
Ciągły zasięg gatunku obejmuje północną część Ameryki Północnej włącznie z południową częścią Grenlandii, w Europie: Szkocję, Półwysep Skandynawski, północną Rosję; w Azji Syberia i Daleki Wschód. Oderwane, reliktowe stanowiska znajdują się w Alpach (Austria i Włochy) oraz w Tatrach (Polska i Słowacja). W Polsce takson ten podany został raz w 1956 roku przez Bogumiła Pawłowskiego z Małego Kościelca pod Przełęczą Karb w piętrze subalpejskim (1700 m n.p.m.). Późniejsze publikacje nie zawierają informacji o tej roślinie.

## Morfologia
PokrójRoślina zielna o pędach ścielących się po powierzchni lub ukrytych w warstwie ściółki. Pędy wzniesione są wyprostowane, z 2–3, rzadziej 4 rozgałęzieniami (głównie w dolnej połowie), o średnicy 0,5–0,8 cm. Roczne przyrosty są bardzo wyraźne – widoczne są jako nagłe przewężenie na pędach.
Liście (mikrofile)Zróżnicowane na asymilacyjne trofofile i wspierające zarodnie sporofile. Trofofile są żywozielone, gęsto ustawione, spiralnie lub w pseudookółkach po 12–20, odstające do przylegających, o długości 3–5 mm i szerokości 0,4–0,7 mm, równowąskie, całobrzegie, zakończone cienkim, zwykle trwałym włosem hialinowym o długości 1–3 mm. Na szypule kłosa liście są przylegające, zebrane w odległe pseudookółki.
Kłos zarodnionośnyTworzą się pojedynczo na szczytach wzniesionych pędów, są siedzące lub krótkoszypułkowe (szypułka ma od 0,3 do 7 cm, rzadziej do 12,5 cm – zazwyczaj nie przekracza długości samego kłosa). Czasem tworzą się dwa kłosy na jednym odgałęzieniu pędu, ale wówczas są zawsze siedzące. Kłosy osiągają od 2 do 5,5 cm długości i 0,3 do 0,5 cm szerokości. Tworzą je sporofile o długości 1,5–2,5 mm, trójkątne do trójkątnojajowatych, stopniowo zwężające się, ze szczytem wyciągniętym w długi włos, początkowo jasnozielone, potem żółte do jasnobrązowych, po wyschnięciu rozchylające się i odstające od osi kłosa (co ułatwia wysypanie zarodników).
Gatunki podobneWidłak goździsty różni się dłuższą szypułą, na której osadzone są zwykle dwa (rzadko jeden lub trzy) kłosy zarodnionośne; szypuła ma zwykle ponad 7 cm długości i jest dłuższa od samego kłosa; liście są nieco dłuższe (4–6 mm długości); pędy wznoszące się silniej rozgałęzione (3–6 razy) i mniej lub bardziej skośne.

## Biologia i ekologia
Bylina o kłosach utrzymujących się przez zimę. Zarodniki uwalniane późnym latem i jesienią.
Gatunek zimno- i światłolubny, występuje na siedliskach świeżych i kwaśnych. Rośnie murawach, w lukach wśród zarośli i lasów, czasem na obrzeżach dróg. W Szkocji stwierdzony na wrzosowiskach z wrzosem zwyczajnym, kolcowidłakiem jałowcowatym i widliczem alpejskim. W Alpach rośnie w borówczyskach. Preferuje siedliska powyżej górnej granicy lasu o wystawie północnej, unika zaś wzniesień i grzbietów.
Gatunek wyróżnia się obecnością swoistego alkaloidu – acetylolikoklawiny z grupy likopodyny. Poza tym roślina ta zawiera inne alkaloidy z tej grupy znane u innych widłaków, takie jak: anhydrolikodolina, dihydrolikopodyna i deacetylofawcettyna.

## Zmienność i mieszańce
Nie są znane mieszańce tego gatunku i innych widłaków, w tym z widłakiem goździstym.

## Zagrożenie i ochrona
W latach 1946–2001 objęty był ochroną, bowiem wykaz roślin chronionych obejmował wszystkich przedstawicieli rodziny widłakowatych bez wyszczególniania gatunków. Od 2001 r. wprowadzono listę gatunków chronionych i widłak jednokłosowy na niej się nie znalazł. Jedyne znane polskie stanowisko znajduje się (lub znajdowało się) w Tatrzańskim Parku Narodowym. Siedliska gatunku chronione są jako siedliska przyrodnicze sieci Natura 2000.